# وی. کی. پراکاش

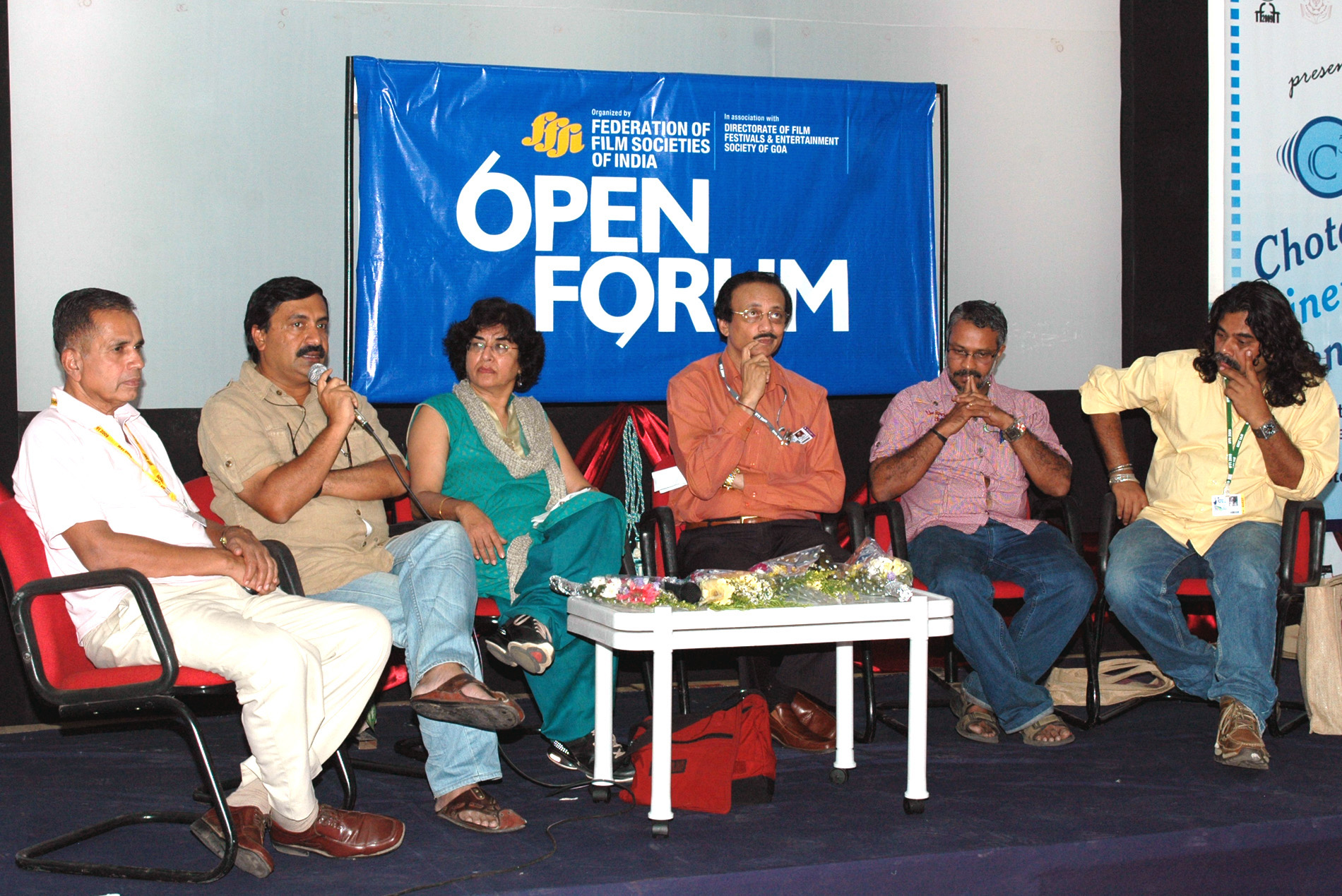
از چپ نفر دوم وی. کی. پراکاش

وی. کی. پراکاش (انگلیسی: V. K. Prakash؛ زادهٔ ۱۲ اکتبر ۱۹۶۰) کارگردان فیلم اهل هند است.
وی کارگردان فیلم‌هایی همچون پلیس، مثبت، متشکرم و کاغذ ۲ بوده‌است.